# Condon (cráter)
Condon es un cráter de impacto lunar que se encuentra en la orilla oriental del Sinus Successus, una bahía situada en el borde noreste del Mare Fecunditatis, entre el cráter Apollonius de mayor tamaño que aparece hacia el norte y el más pequeño Webb al sur del Mare Fecunditatis. Condon fue designado previamente Webb R antes de ser renombrado por la UAI.
|  |

Aparece como el remanente del cráter original inundado por la lava, con solo unos segmentos del borde que sobreviven al este y al oeste. Presenta una brecha en el borde hacia el sur y una plataforma más amplia al noroeste del cráter. El interior está casi a nivel, marcado solamente por unas pocas elevaciones suaves en la superficie. Así mismo, un par de pequeños cráteres están unidos al exterior del borde sureste.